# Ebenista
El mot ebenista és un préstec del francès per a un fuster de mobles, particularment el que treballa en banús. Els ebenistes fabriquen mobles de caixa, ja siguin xapats o pintats. Sota la normativa gremial parisenca, l'aplicació de vernissos pintats, genèricament anomenats vernis Martin, es feia en tallers separats: la serradura era un enemic de les superfícies acabades de envernissar.

## Etimologia
En francès, i a diferència de menuisier que s'empra per a un tallador de fusta o cadires, el terme ébéniste s'utilitza habitualment per al fabricant de mobles. Originalment, un ébéniste era aquell que treballava amb banús, una fusta de luxe preferida per als armaris parisencs de mitjans del segle xvii, originada per la imitació dels mobles d'elit que es feien a Anvers. La paraula és d'origen del segle xvii. Els primers ébénistes parisencs venien sovint dels mateixos Països Baixos ; un exemple destacat és Pierre Gole, que va treballar a la fàbrica dels Gobelins fent armaris i taulells de taula revestits de marqueteria, l'enriquiment tradicional de l' ébénisterie, o "ebenisteria".

## Història

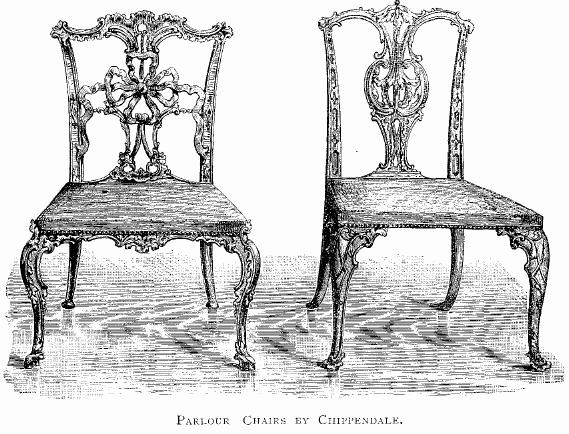
Cadires de l'ebenista Thomas Chippendale, segle XVIII

Durant el regnat de Lluís XIV, el moviment artístic va ser liderat pel pintor Charles Le Brun, i sota la seva direcció, Charles Boulle (ebenista del rei) va innovar la xapa de marqueteria utilitzant fulla de banús, coure, llauna i closca de tortuga per adornar les seves creacions Els mobles dels seients a l'estil imperi sovint estaven revestits de caoba, i més tard també de fusta pàl·lida.
Va ser a mitjans del XVII XVII segle que l'antic gremi de fusters acull inicialment aquesta nova categoria d'artesans" fuster de banús i va crear la Jurande de mestres ebenistes. En aquest país hi ha un museu que es presenta com l'únic que presenta aquest tipus d'exposicions i col·leccions de mobles i tallers de fabricació molt específics. Situat a Le Pont-de-Beauvoisin, permet descobrir el treball dels artesans que van fer la reputació d'aquesta petita ciutat del Dauphiné, presentada com la " ciutat dels mobles des del regnat de François 1er.
Per raó d'aquesta fusió d'oficis, els fabricants de cadires i d'altres mobles de seient van començar a utilitzar les tècniques de xapa, antigament el privilegi reservat als ébénistes. Aquest privilegi es va fer menys distint després de la relaxació de les regles gremials de l' Antic Règim, i després de l'abolició dels gremis per part de la Revolució Francesa el 1791. Durant la Revolució Francesa es van abolir els gremis de París i d'altres llocs (1791), i amb ells van anar tots els seus reglaments. Com a resultat d'això, els cadires parisencs van poder produir cadires xapades, tal com havien pogut fer els fabricants de mobles londinencs, amb un règim menys estricte, des de la producció de les primeres cadires poc abans de 1720, a imitació de les cadires xineses.
A partir de mitjans del segle xix, els dos oficis francesos, l'ébéniste i el menuisier, es van combinar sota el nom de "meubliste", i l'ofici va començar a deixar pas a la indústria. A Alemanya, a Frommern, una línia de producció molt polida va reprendre les idees del reial Hofebenist.

## Restauració de mobles

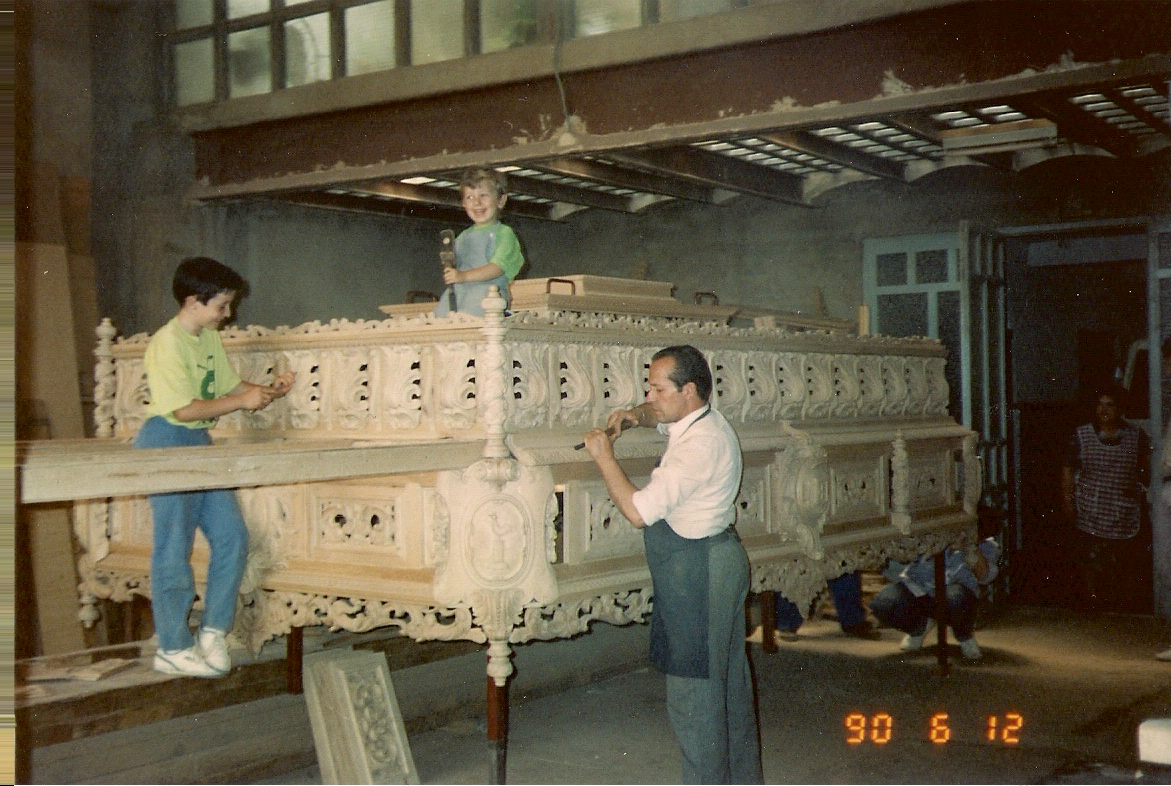
Ebanistes treballant

La restauració de mobles és una branca particular de l'ebenisteria que consisteix a restaurar mobles antics. Requereix tant un bon domini de la fabricació de mobles, però també un bon coneixement dels estils i l'ús de tècniques pròpies de la restauració.
Es reserva per a ebenistes formats en aquesta pràctica (algunes restauracions requereixen una formació específica paral·lela a la formació clàssica d'ebenista) perquè massa sovint hem vist mobles massacrats per la ignorància, o pitjor encara, per la cobdícia de certs professionals del moble. Per evitar-ho, s'ha establert l'anomenada carta de Venècia i altres recomanacions internacionals, que recomanen entre altres coses : l'ús de productes antics (cola de nervis i ossos, vernís amb tampó), fustes i materials utilitzats en el moment de la fabricació del moble, per tenir tots els coneixements i habilitats artístiques i tècniques que permetin analitzar l'objecte creat, comprendre i captar el pensament de l'ebenista que el va dissenyar per restaurar-lo respectant les normes de l'art i salvar-lo íntegrament, de manera que cada restauració sigui reversible.

## Ebenistes parisencs dels segles XVII i XVIII
Des de mitjans del segle XVII fins al segle xviii, un nombre notable d' ébénistes d'origen alemany o dels Països Baixos van ser preeminents entre els fabricants de mobles parisencs, tal com suggereix la llista abreujada següent:
- Joseph Baumhauer
- Pierre-Antoine Bellange
- Guillaume Beneman
- André-Charles Boulle
- Jacques-Philippe Carel
- Martin Carlin
- Mathieu Criaerd
- Adrien Delorme
- François-Honoré-Georges Jacob-Desmalter
- Pierre Garnier
- Antoine Gaudreau
- Jean-Pierre Latz
- Jean-François Leleu
- Pierre Macret
- Bernard Molitor
- Roger Vandercruse Lacroix
- Jean-François Oeben
- Jean Oppenord
- Jean-Henri Riesener
- Bernard II van Risamburgh
- Adam Weisweiler

## Altres ebenistes francesos
- Henry Dasson
- François Linke
- Lluís Majorelle
- Émile-Jacques Ruhlmann

## Ebenistes alemanys, o Kunstschreiner
- Rudolf Gambs, Sant Petersburg, Karlsruhe
- Wilhelm Kimbel
- Klinckerfuß Johannes (1770–1831) 1790 Württemberg
- Friedrich Wirth (emprenedor) (1806–1883) 1857 Württemberg
- Wilhelm Wirth (emprenedor) (1837–1917) Württemberg

## Ebenistes fora de França
- Gabriele Capello (Torí)
- Christopher Fuhrlohg (Londres)
- Mathäus Funk (Berna)
- Gerrit Jensen (Londres)
- Georg Haupt (Estocolm)
- Pierre Langlois (Londres)
- Charles-Honoré Lannuier (Nova York)
- Abdelkader Saaidi (Casablanca)
- Pietro Piffetti (Torí)
- Abraham Roentgen (Neuwied)
- David Roentgen (Neuwied)